# Nœud lymphatique trachéo-bronchique
Les nœuds lymphatiques trachéo-bronchiques (ou ganglions lymphatiques trachéo-bronchiques) sont des ganglions lymphatiques situés autour de la division de la trachée thoracique et des bronches principales.

## Structure
Les nœuds lymphatiques trachéo-bronchiques reçoivent les vaisseaux lymphatiques du poumon homolatéral.
Ils forment deux groupes : les nœuds lymphatiques trachéo-bronchiques supérieurs et les nœuds lymphatiques trachéo-bronchiques inférieurs.
Leurs vaisseaux efférents montent sur la trachée et s'unissent aux efférents des glandes mammaires et du médiastin antérieur pour former les troncs lymphatiques broncho-médiastinaux droit et gauche.

### Nœuds lymphatiques trachéo-bronchiques supérieurs

#### Terminologie
Ces ganglions ont reçu de nombreuses dénominations : ganglions lymphatiques prétrachéaux, ganglions lymphatiques trachéo-bronchiques supérieurs, chaîne lymphatique latérotrachéale, chaîne lymphatique paratrachéale et chaîne lymphatique récurrentielle.
Les droits avaient leur propre terminologie : ganglions lymphatiques prétrachéobronchiques droits de Baréty ou ganglions lymphatiques latérotrachéaux susbronchiques droits de Hovelacque ou ganglions lymphatiques trachéobronchiques de Sukiennikow.

#### Nœuds lymphatiques trachéo-bronchiques supérieurs droits
Ils reçoivent les efférents des nœuds trachéo-bronchiques inférieurs et des nœuds lymphatiques broncho-pulmonaires.
Ils drainent directement les lobes supérieur et moyen droit des poumons, ainsi que le segment supérieur du lobe inférieur droit des poumons.

#### Nœuds lymphatiques trachéo-bronchiques supérieurs gauches
Ils se situent en dehors du bord postéro-latéral de la trachée, devant l’œsophage et en avant et en dedans du nerf laryngé récurrent gauche.
Ils drainent les nœuds lymphatiques sus-bronchiques gauches.
Ils se drainent dans les nœuds lymphatiques paratrachéaux.

### Nœuds lymphatiques trachéo-bronchiques inférieurs
Ces ganglions ont également reçu de nombreuses dénominations : ganglions lymphatiques de la bifurcation trachéale, ganglions lymphatiques inter-trachéobronchiques, ganglions lymphatiques souscarénaires et ganglions trachéobronchiques inférieurs de Sukiennikow.
Ils drainent la lymphe de :
- la pyramide basale des poumons ;
- le lobe moyen des poumons ;
- la lingula ;
- le segment supérieur du lobe inférieur des poumons ;
- les lymphatiques du cœur gauche

Ils sont drainés par les nœuds lymphatiques trachéo-bronchiques supérieurs.